# 이휘선
이휘선(李徽善, 1865년 7월 4일 ∼ 1944년 9월 18일)은 조선 말기의 문신, 대한제국의 문신, 관료, 법관이며 일제 강점기의 변호사, 법조인, 시인이자 작가, 서예가이다. 자(字)는 경오(景五)이고, 호(號)는 학해(學海), 본관은 우계(羽溪)이다. 대한제국 법부 및 고등재판소, 평리원(平理院)에서 판사, 검사로 근무하였다. 사헌부집의 증(贈) 규장각제학(奎章閣提學) 이재명(李在明)의 아들이며, 태화 이현상(太華 李顯相)의 증손이다.
1882년 2월 8일 식년과 진사시에 3등으로 입격하고, 2월 9일 고종이 친히 응제한 응제시에 합격해 다시 진사시 입격 자격을 두 번 받았다. 과거 시험에는 합격하지 못하였으나 1887년(고종 24년)의 고종이 친히 주관한 제술에 합격하여 등용됐다. 1895년(고종 32년) 고등재판소서기로 명성황후 살해범 공판 당시 박선(朴銑)과 친위대 부위 윤석우(尹錫禹) 재판 및 전 군부협판 이주회(李周會) 궐석재판 선고 공판에 참여하였다. 1896년(건양 원년) 9월 19일 고등재판소검사시보, 그 해 12월 6일 법부검사를 거쳐 1901년 평리원검사가 되었다.
그해 중추원의관으로 전임됐다가 다시 평리원 검사가 되고 1905년(광무 9) 김해군수로 나갔다. 준원전 수리공사에 참여한 공로로 1907년 가선대부로 승진, 중추원의관 칙임관2등이 되었다. 한일 합방 후에는 경성부 중부 니동에서 변호사사무실을 개업하고 변호사로 활동하였다.
1913년에는 경남 진주에서 개업 변호사로 활동했으며, 1914년부터는 부산으로 이동, 부산에서 개업 변호사로 활동했다. 그밖에 시인, 서예가, 작가로 활동했다. 창씨명은 하타니 키센(羽溪徽善) 혹은 하타니 키요이(羽溪徽善)이다.
1900년 12월 15일 법무부의 형법교정관(刑法校正官)을 겸임, 1901년 12월 17일 다시 형법교정관에 재임명되고 1904년(광무 7) 10월 14일 겸임 법부 형법교정관에서 해촉되었다. 1896년 9월 고등재판소검사시보 때부터 1901년(광무 4) 11월 28일 평리원판사 재직 때까지 동학 농민 운동 관련 재판에 참여하였다. 1906년 9월과 1909년 4월 개인 변호사 사무소를 개업했고, 1909년 8월에는 변호사 시험에 합격했다.

## 약력

### 출생과 가계
학해 이휘선은 1865년(고종 2) 7월 4일 한성부 중서 정선방(中署 貞善坊) 김만년계(金萬年契) 승문동(承文洞) 91통 4호(현, 서울 종로구 수은동 56번지 일대)에서 태어났으며, 아버지는 사헌부집의(司憲府執義) 장악원정(掌樂院正) 이재명(李在明)이고, 어머니 동래정씨는 장사랑 정수홍의 딸이다. 할아버지는 1826년과 1836년 동지사 신재식의 수행원으로 청나라를 다녀온 분서 이봉녕이고, 증조부는 1811년(순조 11년)과 1819년(순조 19년) 일본에 파견된 조선 통신사의 수행원 제술관으로 다녀온 태화 이현상이다.
10대조는 이희헌(李希憲)으로 선조~인조 때의 한의사이며, 임진왜란 직후 허준이 선조의 명으로 의서들을 저술, 편찬할 때 의서인출감교관으로 의서들의 영인과 발행을 감독했다. 9대조 이원빈은 영의정 이홍주의 서녀와 결혼했는데, 7대조는 이상우(李商雨)로 친척인 이영구(李英久)의 양자로 입양하였다. 이상우는 문과에 급제하여 교서관에서 근무하였다. 5대조 이성석(李聖錫)의 대에 영평군 일동면에서 한성부 북부로 이주해 왔고, 다시 고조부 이한운이 종로 세심대 근처로 이사해 왔다.
어머니 동래정씨는 장사랑 정수홍의 딸로, 조선 중종 때의 정승 정광필과 인조~효종 때의 형조판서 정광성(鄭廣成), 효종~현종 때의 재상 양파 정태화(陽坡 鄭太和)의 후손이며, 조부는 도사 정하영(鄭夏榮)이고, 증조부는 평양부서윤(平壤府庶尹) 연뢰 정극순(鄭克淳)이다. 정태화(鄭太和)의 아들 정재대(鄭載岱)의 7대손이다. 친정어머니는 해평윤씨로 윤호동(尹灝東)의 딸이다.
이름은 휘선(徽善)인데, 당대의 명칭은 리휘션으로 독립신문 등에는 리휘션으로 나타난다. 자(字)는 경오(景五)이고, 호(號)는 학해(學海)이다. 학해라는 아호는 1922년 12월 23일자, 12월 25일자 매일신보(每日申報) 1면 5단에 기고한 시(詩) 발표에 사용하였다. 오타인지 별칭인지 알 수 없으나. 황성신문 1906년 8월 6일자 기사, 매일신보 12월 23일자 등을 비롯, 간혹 일부 문헌에는 이징선(李徵善)으로도 나타난다.성격과 용모에 대한 기록은 나타나지 않는다.
형제 자매로는 기록이 사라져 연안이씨 이규재에게 출가한 누이 1명만이 족보 기록에 전한다. 이규재는 참봉을 역임했으며, 월사 이정귀의 후손으로 아버지는 감역 두익(監役 斗翼), 조부는 판돈녕 항우(判敦寧 恒愚), 증조는 참판 기수(參判 耆秀)이다.

### 초기 활동
대한제국 관원이력서에 의하면 1869년(고종 6)부터 가학을 수학하였다 한다. 이후 사부학당에 입학하여 유생이 되었다. 1882년(고종 19) 두 번 진사 급제 자격을 받았다. 1882년(고종 19) 2월 8일 식년시(式年試) 진사(進士)에 3등으로 합격하여 진사가 되었다. 1883년(고종 19) 2월 8일 고종이 관학 유생을 대상으로 한 응제시 중 부(賦)에서 초삼하(草三下)의 성적을 받았다. 고종의 특명으로 다시 진사 방목 합격자 명단에 그의 이름이 추가되었다.
김형규(金衡圭)의 청우일록(靑又日錄)에 의하면 1883년 2월 9일자 일기에 "전날 응제에 응시한 사람 중 어제 응제應製의 방목榜目을 보았는데, 급제及第는 유학幼學 송종찬宋鍾贊, 유학 이일언李日彦, 동몽童蒙 유진삼兪鎭三, 진사進士 김정균金貞均으로 4인을 시취하였다. 진사는 유학 정영원鄭榮源, 선우연鮮于燃, 이휘선李徽善, 김사덕金思悳, 이원세李源世, 송문홍宋文虹, 이종호李鍾浩, 서병규徐秉圭, 서병덕徐秉德, 서병호徐秉浩 10인을 시취하였고(得見昨日應製榜, 及第幼學宋鍾賛, 幼學李日彥, 童蒙兪鎭三, 進士金貞均, 取四人, 進士幼學鄭榮源鮮于燃李徽善金思悳李源世宋文虹李鍾浩徐秉圭徐秉德徐秉浩取十人)"라 하였다. 그는 곧 과거에 응시하였으나 합격하지 못했고, 과거 제도는 곧 폐지되었다.
1884년 8월 12일 고종이 중희당에서 시행한 과차(科次)에 응시, 8월 13일 입격하였다.

### 법관 활동

#### 법부 서기, 고등재판소 서기 임용
1887년(고종 24년) 8월 23일 고종이 친히 주관한 추도기 강(秋到記 講)에서 제술(製述)에 차차상(次次上)으로 합격하였다. 1888년 5월 12일 예조에서 계를 올려 각 응제, 제술에 입격한 이들을 별시 문과 전시 직부를 상소하여 고종이 허락하였다. 그러나 과거에 입격하지 못했고 과거 제도는 곧 폐지되었다.
1895년(고종 32년) 법부 서기시보(書記試補)에 임용되었다. 1895년(고종 32년) 4월 2일 법부주사 서 판임관 8등(法部主事 敍 判任官八等)에 임용되었다. 1895년 5월 고등재판소 서기에 임명되었다.
1895년(고종 32년) 고등재판소 서기로 명성황후 살해범 공판 당시 법원서기로 박선(朴銑)과 친위대 부위 윤석우(尹錫禹) 재판 및 전 군 부협판 이주회(李周會) 등에 대한 궐석재판 선고 공판에 참여하였다. 그해 12월 30일 이주회 등의 궐석재판에 고등재판소 서기(書記)로 재판을 기록하였다. 이후 을미사변 관련자들의 선고 공판에 검사시보로서 참여하였다.
1896년(건양 원년) 6월 30일 판임관 7등으로 승급되었다. 7월 8일부터 7월 18일 박정양, 조병직, 이윤용, 안경수, 김가진 등이 자신들을 독립신문 서재필과 관련 있다고 상소문을 올린 한성부 진골 거주 진사 정성우를 고소한 사건의 공판에 고등재판소 서기 자격으로 참여하였다. 7월 8일부터 7월 18일 미국 국적의 서재필이 자신을 탄핵한 진사 정성우를 고소, 사건 공판에 고등재판소 서기로 입회하였다.

#### 검사시보, 검사 임용 초기
1896년(건양 원년) 9월 19일 고등재판소 검사시보(高等裁判所檢事試補)에 임명되었으며, 같은 날 고등재판소검사시보 주임관 6등(高等裁判所檢事試補 奏任官 六等)에 임명되었다. 동학 농민 운동 기간 중 불법으로 남의 무덤을 판 당진군 거주 김성원(金性元)의 재판에 검사시보로 입회하였다. 이후 그해 11월 28일까지의 재판에 검사시보로 입회, 참여하였다.
1896년 9월 22일 고등재판소 검사시보를 의원면직하였다. 독립신문에도 보도되었으나 곧 복직했다. 10월 10일 이준용을 추대하려는 의혹을 받은 한성부 중부 큰 사동 사는 전 경무관 이세진의 공판에 검사시보로 입회하였다.
그해 11월에는 뇌물을 받고 재판을 부당하게 처리한 삭녕군수 이정석(李貞錫)의 재판에 참여, 그달 14일 최종 선고까지 검사시보로 참여하였다.
1896년(건양 원년) 12월 16일 법부검사(法部檢事)로 승진, 법부 검사 주임관 6등(法部檢事 奏任官六等)에 임명되었다. 바로 다음 날인 동년 12월 17일 법부검사에서 고등재판소검사(高等裁判所檢事)로 발령되었다. 12월 19일 고등재판소 검사를 의원면관하였으나, 곧 다시 재임명됐다. 이후 1897년(건양 2년) 3월 10일까지 고등재판소에서 열린 동학 농민 운동 관련자의 재판에 입회하였다. 6월 5일 제주도에 유배된 죄수 2명이 섬을 탈출한 일로, 체포된 유배지의 군수 대정군수(大靜郡守) 채귀석(蔡龜錫)을 심문하였다.
1897년 1월 30일 아관파천한 고종에게 환궁을 촉구하던 인사들의 재판 및 궐석재판에 검사로 입회하였다.
3월 11일, 1895년 12월 27일 나타난 도적의 위협을 피해 김화군 피신했다가 이듬해 1월 10일 도적 퇴거 후 돌아온 충청북도 충주군 전 군수 한기욱의 직역 회피 재판에 검사로 입회했다. 같은 날 한성 북서 삼청동에 사는 전 군수 피고 유진만이 1895년 낭천군수 재직 중 도적이 들어와 돈과 쌀을 탈취해갈 때 본가로 피신한 것과, 이듬해 2월 춘천의 도적과 서신을 주고받은 일로 회부된 직역 천리 재판에 검사로 입회하였다.
1897년 5월 1일 근무 중 살해된 천안군수 김병숙의 일을 법부 검사국 신재영(申載永)에게 보고하였다. 6월 22일 선희궁 이건 공사에 별감동에 임명됐다. 7월 16일 고종의 명으로 연행된 경무청 순검 30명의 재판에 고등재판소 검사로 입회하였다. 7월 23일 법부 대신 한규설에게 금구군 전 군수 조병식 사건과 관련 금광을 폐광한 것과, 금광에서 생산되는 금의 양이 한 냥 서 푼밖에 되지 않는다고 보고하였다.
그 뒤 다시 법부검사가 되었으며, 1897년(건양 2년) 9월 29일 치사 봉조하(致仕奉朝賀) 김재현(金在顯), 정1품 이호준(李鎬俊) 외 조정 전 관원이 고종에게 황제 칭호를 올릴 것을 청하는 연명 상소에 참여하였다. 1897년 10월 18일 영빈 이씨의 사당인 선희궁(宣禧宮) 개수에 별단(別單)으로 참여한 공로로 시상, 6품으로 승진하였다.

#### 판사, 검사 재직

##### 법부 검사, 법부 주사 재직
1897년 10월 28일 법부 검사 재직 중 재판할 일이 발생, 체포되어 투옥됐다. 체포된 사유는 알 수 없다. 1897년(광무 원년) 11월 3일 법부검사에서 면직됐다가, 그날 다시 복직했다. 그러나 11월 9일 공금을 사사로이 출납, 사용한 일로 면직되었다. 공금을 어떤 용도로 사용했는지는 승정원일기, 일성록 기록에 나타나지 않으며, 독립신문 등의 신문기사에도 보도되지 않아 알 수 없다. 이후 법부 주사가 되었다.
1898년(광무 2년) 2월 경비를 타인에게 임의로 대여한 일로 면직되고, 2월 2일 공금을 사사로이 출납한 사실을 인정하고 정상 참작을 청하여 승인, 징계에서 사면됐다. 당시 그의 직급은 6품이었다. 2월 7일 징계에서 사면되었다. 대한제국 관원이력서에 의하면 징계 사면일이 1898년 2월 7일이라 하나, 독립신문 보도에는 2월 2일에 사면됐다 한다.
그 해 11월 16일 법부주사 판임관 2등(法部主事 判任官二等)에 임명되었다. 11월 17일 법부 주사에서 의원면직하였다. 그러나 곧 임명되었다. 11월 21일 법부대신 한규설이 법부 주사를 채용할 때 황진국을 취재 없이 채용하고 나머지 2원은 이휘선, 태명식을 임명하고, 법률 학도들에게는 면접하지 않은 일이 억울하다며 법률학도 50명이 청원서를 올렸다.
1899년 4월 27일 법부 주사에서 한성부재판소 판사 김영시와 보직 상환되었다.

##### 판사 근무
1899년(광무 3년) 4월 24일 한성부재판소 판사 주임관 5등(漢城府裁判所判事 奏任官五等)이 되고 4월 29일 한성부재판소 판사 김영시(金永詩)가 의원면관하자 그가 다시 한성부재판소 판사에 임명됐다. 5월 평리원재판소 판사가 되었다. 1899년 5월 22일부터 법부 법률기초위원(法部 法律起草委員)을 겸임하였다. 6월 5일 한성부재판소 검사 주임관 4등(漢城府裁判所檢事 奏任官四等)으로 승서하였다.
6월 7일 한성부재판소 판사(漢城府裁判所判事)에서 한성부재판소 검사 서 주임관 4등(漢城府裁判所檢事敍奏任官四等)이 되었다. 6월 9일 다시 한성부재판소 검사에 재임명되었다.
1899년(광무 2년) 7월 25일 한성부재판소 검사에서 의원면직하였으나, 그날 곧 평리원판사 주임관 4등에 임명되었다. 7월 26일 평리원 판사에 임용되었다. 7월 27일 한성재판소 검사에서 평리원 판사 박경양과 보직상환되어, 평리원판사가 되었다.7월 28일 다시 평리원 판사에 임명되었다.
8월 9일 겸임 법부 법률기초위원(法部 法律起草委員)에서 해임되었다.
1899년 10월 21일 수릉(綏陵)과 홍릉(洪陵)에 직접 제사지낼 때의 종헌관(終獻官) 이하 관원들을 포상할 때, 종헌관으로 참여한 공로로 가자(加資)되었다. 10월 21일 정3품(陞正三品)에 임명되었다. 1899년 11월 25일 사도세자를 장종(莊宗)으로 추숭한 뒤 경모궁에서 종묘로 위패를 이봉할 때 참여한 차비관(差備官)을 포상할 때, 봉을묘옥책 집사로 참여한 공로로 아마(兒馬) 1필을 하사받았다.
1900년(광무 3) 4월 24일 법부주사(法部主事)에서 한성부재판소판사(漢城府裁判所判事)에 임명되었다. 그 해 5월 24일 한성부재판소판사로 법부법률기초위원(法部法律起草委員)에 겸임되었다. 5월 27일 안경수(安駉壽), 권형진(權瀅鎭) 등이 황태자 또는 이준용의 추대 미수 사건 재판의 배석판사의 한 사람으로 심리에 참여했다.
6월 5일 법부대신(法部大臣) 유기환의 청에 따라 법부(法部) 및 평리원 관제(平理院 官制)의 개정에 따라 법부의 전 민사국(民事局)·검사국(檢事局)의 직원 및 고등재판소판사 이하의 직원(職員)을 모두 해임하고, 그 후임을 기용할 때, 한성부재판소판사에서 면직, 한성부재판소검사(漢城府裁判所檢事)로 임명되었다. 1900년 6월 6일 주임관 3등(奏任官三等)으로 승급되었다. 7월 25일 한성부재판소검사에서 의원면직하였다.

##### 법부 판사, 형법교정관 재임
1900년(광무 3) 7월 26일 경상북도재판소 검사시보에 임명되고, 7월 28일 경상북도재판소검사시보 서 주임관 5등(慶尙北道裁判所檢事試補 叙奏任官五等)에 임용되었다.
그 해 평리원 판사(平理院判事)에 임명되었다. 그 날부터 동학 농민 혁명 관련자들의 재판에 주심 재판장 홍종우(洪鍾宇) 외에 5인의 판사 중 한 사람으로 선임되어 동학농민군 나머지 관련자의 재판에 참여하였다. 이 해 8월 9일 겸임하던 법부법률기초위원(法部法律起草委員)에서 해면되고, 1900년 평리원판사(平理院判事)에서 평리원 검사(檢事)로 전직하고, 뒤에 다시 판사가 되었다가 그해 12월 15일 형법교정관(刑法校正官)을 겸직했다.
1901년 3월 15일 평리원판사(平理院判事)에서 평리원검사 서 칙임관 4등(平理院檢事 敍勅任官四等)에 임명되고, 3월 16일부로 휴직(休職)을 명 받았다.

##### 평리원 검사 근무, 형법교정관
1901년(광무 4) 3월 15일 평리원검사(平理院檢事)가 되었고, 바로 평리원검사 칙임관4등(勅任官四等)에 임명되었다. 같은 날 3월 16일 겸임 특별법원 검사(兼任特別法院檢事)에 임명되었다. 3월 23일 전 재판장 구영조가 조사한 안건 중 공범이 있음을 법부대신서리를 통해 상주하였다. 그해 4월 19일 겸임 특별법원 검사에서 해임하였다.
그 해 창릉(昌陵)에 화재사건이 발생하자 조사하였으나, 방화의 원인을 속히 찾지 못하고 시간이 오래 걸려 5월 31일 법부대신서리(法部大臣署理) 이재곤(李載崑)으로부터 감봉 2개월형의 탄핵을 받고, 징계를 받았다. 고종의 특명으로 징계는 1개월 감봉되고, 범인색출령을 지시받았다. 이때 법무대신 이재곤은 2개월 감봉형을 상주했으나, 고종은 1개월 감봉형으로 감형하였다. 이후 그는 경상 내의 왕릉 및 황실 묘역, 황실 사당 등을 순시하며 출입자 감독, 방화예방 순찰을 하기도 했다.
그 해 7월 18일 황명으로 중추원 의관(中樞院議官)이 되고, 7월 18일 중추원의관 칙임관 4등(中樞院 議官 勑任官四等)에 임명되었다. 11월 8일 중추원 의관직을 사퇴했다.

##### 평리원 검사 재 임명
1901년(광무 4) 12월 17일 평리원검사로 법부참서관(法部參書官) 김윤수(金允秀), 하규일(河圭一) 등과 함께 형법교정관(刑法校正官)으로 차하(差下)되었다. 평리원검사가 된 뒤에도 1904년 11월 28일까지 동학 농민 운동 관련자들 재판에 배석 검사로 재판에 입회하였다.
1902년(광무 5) 영평군 일동면 하거이장리 거주 동몽교관 이금동(李錦童)의 어미가 본성이 광패하며, 적가(其嫡家)의 위토 해당 동리 답 18두락, 논골 답 14두락, 포천 화재고내 소재 답 16두락의 문서를 취해 욕심부려 아들을 앞세워 매각하려 하니, 내외국인에게 팔아 이득을 취하려 한다(廣 告●永平一東面下巨伊長牙里居 童蒙李錦童母 性本悖戾 其嫡家位土 本洞在畓十八斗落 논골畓十四斗落 抱川花在高乃所在畓十六斗落 文券盜取率子逃躱計欲斥賣 內外國人切勿見欺買得是佈 麻洞 李徽善 告白)고 광고하였다. 12월 5일, 12월 6일, 12월 8일에는 한글로 제국신문에 광고를 냈다. "영평 일동면거 동몽교관 리금동의 모가 셩본 패악하야 젹가위토본면 아래거리논 十八두락과 논골 十四두락과 포쳔 화재고래논 十六두락 ㅜㄴ권을 도취하고 솔자도타하야 척매코자 하오니 내외국인은 견긔치마시오 마동 리휘션 고뷕"이라 하였다.
일동면의 적가 위토를 임의로 매각하려다가 발각된 동몽교관 이금동의 모친은 그의 일족의 첩이나, 그와 정확한 촌수 관계, 그의 친척 중 어느 일가의 첩이고 서자인지 여부는 족보에 기록이 없어 알 수 없다.
당시 이휘선은 경성부 마동(麻洞, 후일의 서울특별시 종로구 권농동)에 거주 중이었다.
1903년 12월 17일 평리원판사에 임명되었다.1904년(광무 7) 10월 6일 정삼품(正三品) 통정대부로 평리원검사가 되고, 10월 6일 평리원검사 서 칙임관 4등 정삼품(理院檢事叙勅任官四等 正三品)에 임명되었다. 10월 8일 평리원 검사 칙임관 4등 정삼품에 임명되었다. 1904년 평리원 수반검사(平理院首班檢事)가 되었다.
1904년 10월 초 공주대대 중대장이 비도집포(匪徒戢捕)의 일로 병사를 훈계하다가 소란이 발생했고 이는 일본공사관에도 보고됐다. 10월 13일 공주대(公州隊) 병사의 일로 의정부에서 상주하고 법부 조회로 검사를 파송할 때 그가 파송검사로 선정되었다. 10월 13일 법부 조회 시 사핵차 평리원 수반검사(平理院首班檢事)인 그를 파견하기로 정했다. 10월 14일 겸임 법부 형법교정관에서 해임되었다. 10월 15일 평리원 검사로 급일급봉을 받았다. 11월 16일 평리원에 자수, 범죄를 시인한 의관(醫官)을 수사하였다.
1905년 1월 12일, 일진회 총대원(摠代員) 남정관(南廷觀)이 옥과군지회원의 전보를 받고 1904년 음력 11월 29일 옥과군수(玉果郡守) 구원모(具源謨)가 하리, 장교 백여명을 동원, 일진회 옥과군지회장 장원영(張源永)을 구타, 살인한 건을 고발, 일진회장 이용구(李容九)가 전년도 음력 9월 3일 영변관찰사(寧邊觀察使) 이용관(李容觀)이 가산군 거주 일진회원 김수길(金洙吉), 김덕룡(金龍德) 2명을 포살한 건을 고발하여 두 사건의 수사를 맡았다.
1905년 2월 16일 사직을 청하는 상소를 올려 고종황제가 비답을 내려 승인하였다. 2월 20일 상소를 올려 체직되었다. 매일신보에 의하면 월미도 사건으로 민영우에게 형을 구형한 일이 있는데, 민경식이 평리원재판장에 내정되자, 상소를 올려 체임했다 한다.

### 김해군수 재임
1905년(광무 8) 2월 20일 외직인 경상남도 김해군수 주임관1등(金海郡守 奏任官一等)으로 임명되었다. 13명의 지방관과 동시에 인사 발령되었다. 1905년(광무 9년) 3월 6일 참정대신 심상훈의 건의로 여비를 지급받고 경남 김해로 다시 부임했다. 6월 2일 경기도 각지에 도적이 출몰하여 참정대신 심상훈(沈相薰)의 건의로 경기도집포관에 임명되었다. 얼마 뒤 다시 김해군수로 복직하여 도로 귀임했으며, 궐위 중인 경상남도 집포관을 겸직했다. 8월 9일 경상남도 각 지방관 인사고과에서 "嫺法律鍊吏治하야 禁賭技恒民産홈"을 이유로 상(上) 등급을 받았다.
1905년 10월 3일 일본인 마산포철도반장 서전만치(西田萬治)가 마산포~삼랑진 간에 군용철도 정차장 증수용지(增收用地)라며 김해군 관하 저진리(自進里)에서 신영리(新永里) 일대의 1만 6천령(零) 13평(坪)을 별지로 도면을 제시하자, 승인은 하되 바로 외부에 보고하였다. 1906년 2월까지 창원마산포에서 밀양삼랑진까지 군용 철도신설부지에 해당되는 지역을 조사, 전답 총 2498두(斗) 8승락(升落), 민가는 37호, 무덤 15기의 동지역 단가, 가옥 이전비용, 무덤 이장비용을 지불하였다. 1906년 2월 경상남도 지방관 인사고과에서 그는 朿吏則嚴戢盜也勤을 이유로 상(上) 등급을 받았다.
1906년 5월 마산포철도 반장이 정거장과 선로용지 구역 내에 경작자가 있어 현재 보리 외에 경작을 일절 금하였으나, 농민의 사정이 어려움을 들어 사정을 봐줄 것을 청하여 그대로 조정에 보고하였다.
1906년 5월 15일 승종이품(陞從二品)되었다. 1906년 5월 15일 준원전(濬源殿) 수리공사에 감동으로 참여한 공로로 종이품(從二品) 가선대부로 승진, 중추원의관 칙임관 [2등이 되었다. 1905년(광무 8) 6월 2일 참정대신(參政大臣) 심상훈(沈相薰)이 경기관찰사의 보고를 받고 청을 올려, 바로 김해군수로 겸 경상남도 집포관(慶尙南道戢捕官)에 임명되었다. 이어 경상남도재판소 판사를 겸직했다.
1906년 김해에 신식 학교인 사립 가흥학교(私立駕興學校)가 개교하자, 그해 6월 25일 그는 해당지역 군수로써 학교 운영비로 50원을 기부하였다.

### 퇴관
6월 29일 정부의 관보값 16량 5전 납부 요구에 관찰사 조민희에게 60전 5리를 편리상 가 마련하겠다고 보고했다가 정부에서 조민희에게 훈령을 내려 각 해군 관보 납입고지서를 월초에 보내지 말고 각 관청 독봉과 매삯 60전 5리를 가마련함이 맞는지, 혹은 서리들의 농간인지 엄중 조사하게 했다.
사정이 있어 관보 값 16량 5전 대신 60전 5리부터 임시로 납부할것을 청한 일로 조사를 받게 됐다. 이에 7월 26일 김해군 주민 지역 주민대표가 상경, 그를 변호하는 상소를 올렸다. "金海郡守李徽善氏가 莅任以後에 愛民如傷하고 持心冰蘗하야 聲績이 茂著하더니 今夏等殿最에 居下함으로 即日治行하느넫 境內數千人民攀轅遮路고 하甚至日本憲隊與商民까지도 咸聚城門에 勵告勿往하고 幾十名은 上京하야 內部에 願留하고 殿最題目中排歛民戶와 任賴例収等句語을 果是無據之說인 故로 李侯의 名譽損傷함을 發明홈"이라 하였다.
1906년 8월 2일 지방관 근무성적 평정에서 폄하(貶下)를 받아 면직되고, 황성신문, 대한매일신보 등의 보도에 의하면 本年度春夏等殿最에 治績居下라 면직했다 한다. 인사고과를 하 등급을 내린데 대해 排歛民戶 雖出公用이나 任賂之例取 有欠於廉潔홈 下라 하였다. 8월 6일 전 공주군수 오정선(吳鼎善) 등 춘하 인사등급 포폄으로 면관된 관원들과 함께 상경, 평리원에 가서 부당함을 호소했으나 거절당했다. 평리원에 의하면 그는 재임시 소송 때 수뢰를 받은 일과 은결(隱結, 미등록 토지)를 감봉하여 보고했다는 것이 이유였다. 8월 7일 격식 외로 돈을 거두어들임(格外民斂)을 이유로 1906년 8월 전최(殿最)에서 폄하(貶下)를 받아 면관된 것에 불복, 관찰사 조민희를 평리원에 기소했으나 상대편이 유세가(有勢家)라서 해 소장(該訴狀)이 유증되었다 한다.
1906년 8월 21일 광주농상공은행(光州農商工銀行)의 창립 총회에 참가, 35전의 기탁금을 납부했다. 동년 9월 29일 징계에서 사면받았다.

### 개인 변호사 사무실 개업
1906년(광무 10년) 9월 경성부 중부 니동 102통 3호에 변호사 사무실을 개업하였다. 10월 14일 노량진에 민영환, 조병세, 홍만식, 김봉학(金奉學) 등 순국 지사 6인의 사당 건립에 50량(五十兩)을 기탁하였다. 1907년 다시 중추원의관 칙임관2등으로 임명되었다.
1907년(융희 원년) 10월 29일 종이품(從二品)이던 그는 대한제국 법부에 변호사 인가를 승인해 달라고 청원하였다. 청원이 받아들여진 시점은 알 수 없으나 1909년부터 그는 변호사를 재개업하게 되었다.
1909년(융희 3) 4월 8일 대한매일신보에 "辯護士, 本人이 諸般訴訟을 迅速處理함. 事務所 中部泥洞一百二統三戶前判事前檢事 李徽善"이라는 광고를 게재하고 같은 날 황성신문에 "辯護士, 本人이 諸般 訴訟을 迅速 處理함. 事務所中部泥洞一百二統三戶 前檢事 判事 李徽善"이라는 광고를 게재하였다. 1909년(융희 3) 4월 8일부터 그는 황성신문, 대한매일신보, 독립신문 등 각 신문사에 변호사 업무를 본다는 광고를 게재하였다.
변호사법이 바뀌어 정식 변호사 시험이 시행되자, 1909년(융희 3) 8월에 시행된 제2회 변호사 시험에 응시, 합격했다.
1908년 2월 18일~2월 22일 사이에 방승헌(方承憲)의 상에 문상하고 조의금 2환(圜)을 조의하였다. 이는 방승헌의 부인 방소사가 조문객 명단을 황성신문에 광고하여 보도되었다. 변호사 개업 이후의 소송 자료 중 1905년 5월 15일부터 1909년 12월 14일 기간 중 채권, 채무소송, 민사소송, 토지소송 등의 변호인, 대리인으로 재판에 참석한 판결물 몇 장이 후대에 전한다. 이는 2021년 "《한국 근대 민사판결문》의 DB화 및 국역화" 사업으로 강릉원주대학교와 한양대학교 교수 이승일 등에 의해 다른 판결문들과 함께 일부 한글로 해독, 번역되었다.
1910년(융희 4) 10월 2일 한일 합방이 되자 관작을 사퇴하였다. 이후 경성부 중부 니동 102통 3호에 사무실을 열고 개인변호사로 활동했다.

### 일제 강점기 활동
1910년(융희 4년) 4월 2일 경성지방재판소 검사국(京城地方裁判所檢事局)에 다시 1910년 11월 15일부 경성부에서 개업 변호사 등록 신청을 하였다. 이는 한국통감부 공보 제146호(메이지 43년 4월 2일자)에 게시되었으며, 이후 변호사로 활동했다. 1910년(융희 4년) 10월 2일 한일 합방 조약 이후 2품 이상 관료에게는 작위가 부여되므로, 그는 남작 작위 수여 대상자였지만 이를 받지 않았다. 1910년 11월 15일부터 서울시내 운니동에 변호사사무소를 열고 개업 변호사로 활동하였다.
경성에서 변호사로 활동하다가 1913년에는 경상남도 진주로 가서 변호사로 활동하였다. 1913년 7월 16일에는 진주 사람 김용황이 동(洞)의 동유재산은 공유재산이라며 해당 지역 면장을 상대로 고소하였는데, 이때 그는 진주시내 개업 변호사로서 원고 김용황의 대리인으로 위임, 토지소유권확인 작업을 추진했다. 1913년 4월 3일 난정계(蘭亭契)의 회원으로 가입, 난정기념회(蘭亭紀念會)에 도 참여관 최연덕(崔廷悳), 진주군수 한규복(韓圭復), 재판소 판사 노흥현(盧興鉉), 한동리(韓東履), 경남일보사 사주 장지연(張志淵), 매일신보 경남지국장 박정표(朴在均) 등과 각기 작품을 출품하였다. 개업 변호사 활동 외에도 그는 시조 시인, 서예가로 작품 활동을 하기도 했다.
1914년 7월 22일 부산으로 내려가 변호사를 개업, 부산지방법원 검사국에 변호사 등록 신청을 하였다. 곧 본인 신청으로 경성지방법원 검사국에서 부산지방법원 검사국으로 변호사업 소속을 변경하였다. 변호사사무소 개업 장소는 기록이 사라져 알 수 없다. 변호사 활동 외에 시인, 작가, 서예가로도 활동했다.
1922년 12월 23일 매일신보에 시 해인도중(海印途中)을 발표하였다. 古亭繫馬澗邊行 落葉隨風助水聲, 一傷一咏雖云樂 可惜今朝別美情이라 하였다. 매하산인 최영년((梅下山人 崔永年) 답하기를 一二寫得秋山眞境이라 했다. 매일신보 1922년 12월 23일 1면 6단에 그의 시 해인도중이 실려 있다.
1922년 12월 25일 매일신보에 매하산인(梅下山人)의 一二使人恰如見恰如聽이란 시에 화답하여 숙해인사(宿海印寺)라는 시를 발표하였다. 그는 此寺原來冠海東 藏經說法古今同, 峯矕眞夕歸雲白 洞壑深夕落葉紅, 名滿二千終不減 道傳八萬是誰功, 探看勝景遲夕到 寥寂沙門夜己中이라 하였다. 매일신보 1922년 12월 25일자 1면 5단에 그의 시 숙해인사가 실려 있다.

### 생애 후반
1926년에는 경남 거창지역의 도서관 설립 운동에 동참, 그해 6월 23일 거창군 청년회관에서 열린 거창군도서관설립기성회의 창립회원이자 기성회 평의원의 한 사람이 되었다. 도서관이 개관하자 이후 거창군립도서관 기성회 평의원으로 후원하였다. 1920년 이후의 행적은 상세하지 않다.
1941년 이후에는 창씨개명하여 하타니 키센(羽溪徽善) 혹은 하타니 키요이(羽溪徽善)로 활동하였다. 정확한 창씨개명 시점은 알 수 없으나 1941년 이후에는 일본식 이름을 사용했다. 1944년 9월 18일 사망하였다. 사망원인은 미상이다. 9월 26일 부산지방검사국에서는 9월 18일 그의 사망으로 인하여 그를 부산지방검사국 변호사 명부에서 삭제한다고 관보에 공고하였다.

### 사후
아들 이원철은 조선총독부 임시토지조사국 기수(技手)를 거쳐 경남 창원군청 기수, 거창군청 기수를 역임했다. 아들 원혁(源赫)은 1905년(광무 9년) 7월 12일 관립영어학교(官立英語學校)의 우수생 중 한명이었고, 1909년 5월 15일 관립외국어학교 영어부를 수석으로 졸업했으나, 1914년 2월 25일 젊은 나이에 사망하여 경기도 고양군 한지면 수철리, 수철리 공동묘지에 매장하였다. 그보다 앞서 일찍 죽은 이원혁의 묘소 위치는 실전되어 알 수 없다.
손자 이경근은 광복 후 대전시청 공무원을, 손자 이장근은 대전세무서 서기를, 손자 이정근(李正根)은 광복 후 한국전력 차장을 역임했다.
그의 묘소는 경기도 시흥군 신동면 신원리, 후일의 서울특별시 서초구 원지동 산83-2번지 철곡(鐵谷)부락, 이광식, 충장공 이복남, 송곡 이서우 일가의 묘소의 오른쪽 기슭 우록 술좌지원(右麓戌座之原)에 부인 연안이씨 이정우와 합장되었다. 그의 묘소 인근에는 서울시립추모공원 및 이광식 묘역이 있다.

## 기타
1906년 당시 그의 집 호적 및 당시 한성부 중서 정선방(후일의 서울특별시 종로구 정선동) 지역 주민의 호적대장 일부가 일제 강점기, 태평양 전쟁, 6.25 전쟁의 화를 피해 보존, 2000년대까지 전해졌다. 국사편찬위원회에 소장 중인 '광무 6년(1900년) 한성부 중서 정선방 호적대장'에는 1900년(광무 6) 4월 한성부 판윤 박의병(朴義炳) 명의로 발행된 그의 호적도 있다.

### 동학농민군 관련 재판 참여
1896년(건양 원년) 9월 19일 고등재판소검사시보 주임관 6등에 임명되었으며, 동학 농민 운동 기간 중 불법으로 남의 무덤을 판 당진군 거주 김성원의 재판에 검사시보로 입회하였다. 10월 24일 동학군을 잡아서 교형에 처하라는 지시를 어기고 총살한 전 전주부관찰사(前 全州府觀察使) 조민희(趙民熙)의 태형 집행에 검사시보로 입회하였다. 11월 27일 고등재판소 검사시보로 상부에 보고 없이 형을 집행한 전 강계부관찰사(前 江界府觀察使) 조승현(趙承顯)의 태형 선고에 입회하였다.
1896년 12월 16일 법부검사, 동년 12월 17일 법부검사에서 고등재판소검사로 임명된 이후에도 1897년(건양 2년) 3월 10일까지 고등재판소에서 열린 동학 농민 운동 관련자의 재판에 입회하였다.
1900년 4월 한성부재판소판사가 된 뒤 평리원판사, 평리원검사 등으로 전직하고, 여러번 평리원검사에 임명되었다가 판사로 임명되기도 했다. 그러나 이때부터 1904년 11월 28일까지 동학 농민 운동 관련자들 재판에 검사로 동학 농민군 관련 재판에 참여하거나 배석판사의 한 사람으로 동학 농민군 관련 재판 판결에 참여하였다.

### 황실 관련 재판에 참여
1895년(고종 32년) 고등재판소 서기로 명성황후 살해범 공판 당시 법원서기로 박선(朴銑)과 친위대 부위 윤석우(尹錫禹) 재판 및 전 군부협판 이주회(李周會) 궐석재판 선고 공판에는 법원서기로 참여하였다. 1899년 6월 8일 명성황후의 명복을 비는 치성을 드린다며 속리산에 갔다가 검문에 체포된 조동옥(趙東玉) 등 47명의 선고 공판에 배심판사로 참여했다. 1900년 5월 7일, 1894년의 이준용 역모사건을 고하지 않은 죄 및 1898년 황제양위 미수사건에 관련된 혐의로 안경수(安駉壽), 권형진(權瀅鎭) 등에게 교수형 판결을 내리는데는 판사로 참여했다.

## 가족 관계
- 증조부: 이현상(李顯相, 1770년 ~ 1822년)
- 아버지: 이재명(李在明, 1830년 11월 20일 ~ 1891년 5월 14일)
- 어머니: 동래정씨(1829년 12월 5일 ~ 1901년 10월 12일), 장사랑 정기홍(鄭基弘) 또는 정수홍(鄭壽弘)의 딸, 정태화의 장남 정재대의 7대손
  - 누이 : 우계이씨
  - 매부 : 이규재(李奎宰), 연안이씨(延安李氏) 참봉(叅奉)), 부 감역 이두익(李斗翼), 조부 동돈녕 이항우(李恒愚), 증조 참판 이기수(李耆秀)
  - 외조카 : 이인승(李麟承)
  - 외조카 : 이운승(李運承)
- 부인: 이정우(李貞愚, 연안이씨(延安李氏), 1862년 12월 2일 ~ ?), 문과(文科) 이철수(李轍秀)의 딸, 조부는 중추부사 이돈원(李敦源), 월사 이정귀 후손
  - 아들: 이원철(李源喆, 1883년 2월 28일 ~ 1952년 4월 18일)
  - 며느리: 오자영(吳慈泳, 해주오씨, 1882년 3월 14일 ~ ?), 감찰 오응선(吳應善)의 딸, 조부는 정묵(定黙), 증조부는 증참판 익수(翼秀), 외조부는 동돈녕 김정묵(金貞黙), 추탄 오윤겸 10대손
    - 손자: 이경근(李敬根, 1904년 4월 24일 ~ 1950년 5월 24일)
    - 손자: 이장근(李莊根, 1916년 7월 9일 ~ ?)
    - 손자: 이정근, 숙부 이원혁의 양자로 입양

  - 아들: 이원혁(李源赫, 1889년 10월 15일 ~ 1914년 2월 25일), 초명은 원혁(源爀)
  - 며느리: 신인성(愼仁晟, 거창신씨,  1887년 7월 29일 ~ 1976년 11월 22일), 신종익(愼宗翊)의 딸, 조부 병덕(), 증조 생원 봉구(), 좌상 익창부원군(左相益昌府院君) 신수근 후(愼守勤 后)
    - 손자 : 이정근(李正根, 1925년 ~ 2002년), 한국전력 차장 역임

  - 아들: 이원각(李源珏, 1895년 10월 6일 ~ ?), 초명은 원희(源囍)
  - 며느리: 청풍김씨(1894년 11월 5일 ~ ?), 김규찬(金奎燦)의 딸, 청흥군 김득성(金得聲) 후손
  - 딸: 우계이씨
  - 사위: 박인화(朴仁和), 효릉참봉, 능령 역임, 밀양인, 종2품 박준설(朴準卨)의 아들
- 외조부: 정기홍(鄭基弘) 또는 정수홍(鄭壽弘)
  - 외고조부: 정극순(鄭克淳, 호는 연뢰(淵雷), 1700년 - 1753년)
- 장인 : 이철수(李轍秀)
- 장모 : 경주이씨, 이철기(李喆基)의 딸
- 처조부 : 이돈원(李敦源)

## 같이 보기
- 평리원
- 고등재판소
- 법부
- 동학 농민 운동
- 이현상
- 이재명
- 이봉녕
- 정재숭
- 정태화
- 집포관

## 참고 문헌
- 고종실록
- 고종시대사
- 승정원일기
- 비변사등록
- 우계이씨 세보
- 司法照牒
- 靑又日錄
- 大韓辯護士協會,《韓國辯護士史》, (大韓辯護士協會, 1979)
- 金炳華,《韓國司法史追錄》, (一潮閣, 1979)
- 국사편찬위원회,《개화기의 사법 :한국근대사기초자료집 6권》, (국사편찬위원회, 2014)
- 국사편찬위원회 편역, 《駐韓日本公使館記錄》 (국사편찬위원회, 1986)
- 대한변호사협회,《한국변호사사 (韓國辯護士史)》 (대한변호사협회, 1979)
- 鄭肯植,《한국근대법사고 (韓國近代法史攷)》 (박영사, 2002)
- 서울특별시,《國譯漢城府來去文 (上)》 (서울특별시사편찬위원회, 1997)
- 서울대학교규장각 편역, 《奎章閣所藏外交資料要約》 (서울대학교 규장각, 2003)
- 정교, 《대한계년사 2권》 (조광 편, 이철성 역주, 소명출판, 2004) pp.143
- 강릉원주대학교 인문학연구소, 《국역 한국 근대 민사판결문 (1~15)》 (이승일, 이명종 외 공역, 양진석, 허원영 감수, 민속원, 2021)